# Paramogoplistes dentatus
Paramogoplistes dentatus är en insektsart som beskrevs av Andrej Vasiljevitj Gorochov och Llorente del Moral 2001. Paramogoplistes dentatus ingår i släktet Paramogoplistes och familjen Mogoplistidae. Inga underarter finns listade i Catalogue of Life.